# 三重県道160号松阪多気線
三重県道160号松阪多気線（みえけんどう160ごうまつさかたきせん）は、三重県松阪市から多気郡多気町に至る一般県道である。

## 概要
松阪市大黒田町から多気郡多気町仁田に至る。
旧国道42号であり、沿道は一部で商工業地として利用されていることから、多気郡多気町では沿道複合地として、複合的な土地利用を許可する方針である。
旧名称は多気八太線（たきはったせん）で、2019年（平成31年）4月1日付で廃止。同日、国道42号一部区間の管理者が国から三重県に変更され、路線名を変更。旧三重県道160号多気八太線に旧国道42号 大黒田西交差点 - 八太町北交差点 間を加え三重県道160号松阪多気線となった。

### 路線データ
- 起点：松阪市大黒田町（字畔田722番4地先[2]：大黒田西交差点、国道166号交点）
- 終点：多気郡多気町仁田（字休ミ場696番1地先[2]：多気町役場南交差点）
- 総延長：8,486 m

## 路線状況

### 重複区間
- 三重県道59号松阪第2環状線（松阪市八太町・八太町北交差点 - 松阪市八太町・八太町交差点）
- 国道42号（松阪市八太町・八太町北交差点 - 松阪市中万町・中万町北交差点）

### 道路施設

#### 橋梁
- 焼橋（金剛川、松阪市）
- 孫川橋（孫川、松阪市、国道42号重複区間内）
- 両郡橋（りょうぐんばし：櫛田川、松阪市 - 多気郡多気町）

松阪市射和町と多気郡多気町相可の間に架かる橋。多気町側が多気郡、松阪市側が旧飯野郡（後に飯南郡）であり、両方の郡を結ぶことから名付けられた。江戸時代にはこの区間に渡し船があり、相可は河岸として賑わった。1888年（明治21年）に最初の橋が完成、現在の橋は3代目で1957年（昭和32年）に架橋されたものである。国土交通省のテレメータ水位観測所「両郡」が橋から上流右岸（多気町相可側）50mの位置に設置されている。

### 交通量
平日12時間交通量（平成17年度）
| 地点         | 交通量  |
| ------------ | ------- |
| 松阪市射和町 | 4,641台 |

## 地理

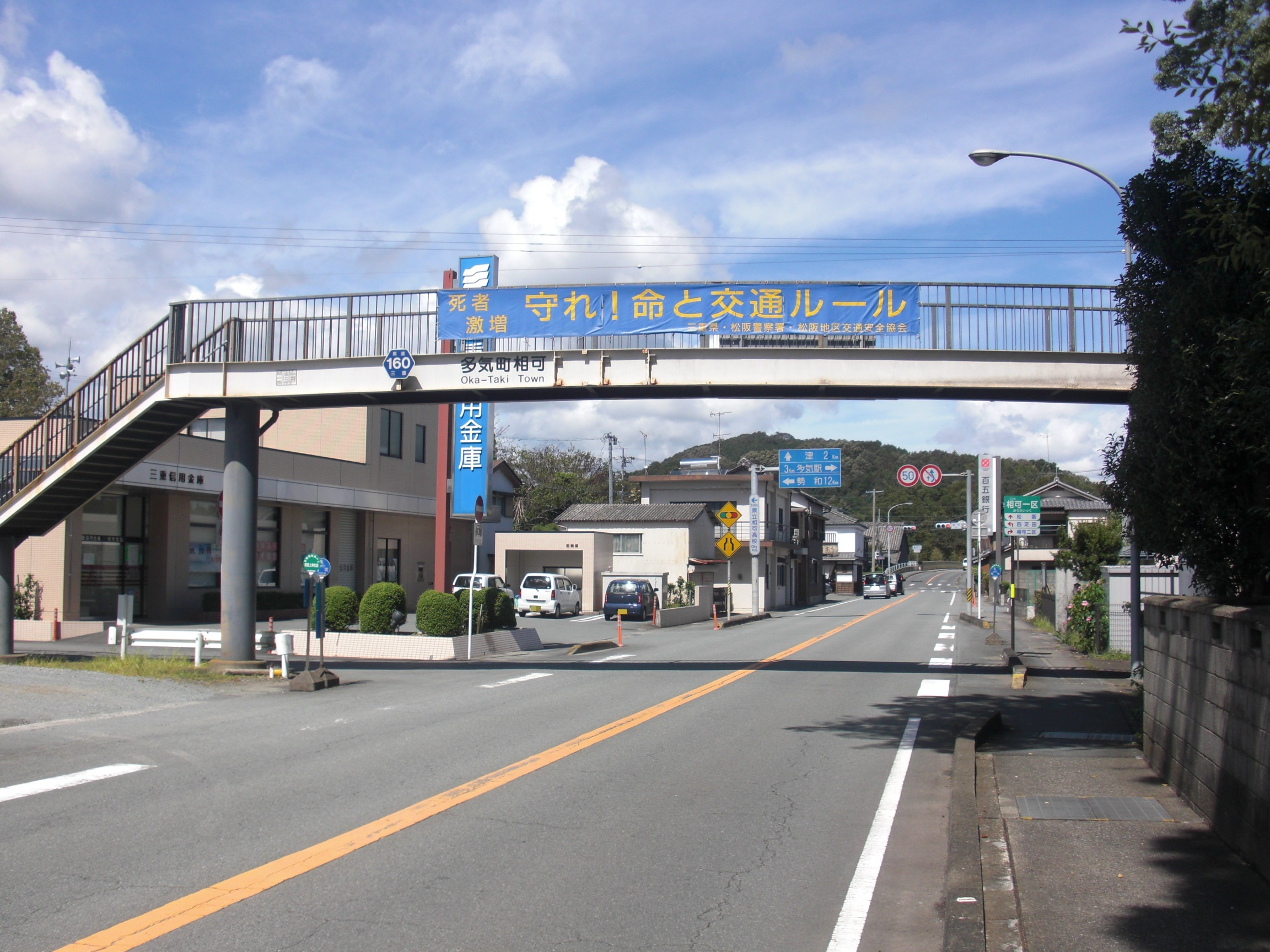
沿線風景（多気郡多気町相可）

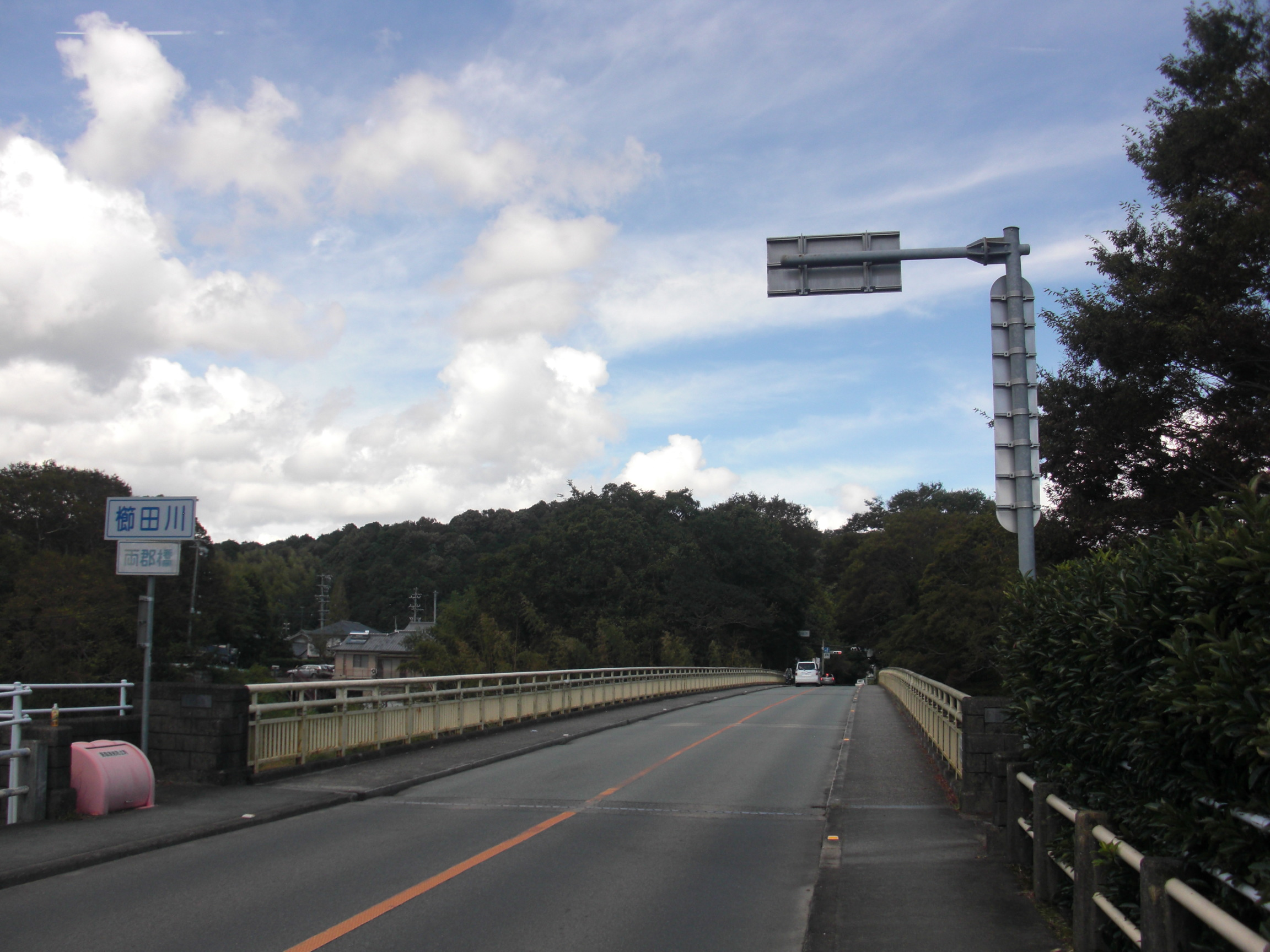
両郡橋（多気郡多気町相可側より撮影）

### 通過する自治体
- 三重県
  - 松阪市 - 多気郡多気町

### 交差する道路
| 交差する道路                                                                    | 市町村名 | 市町村名 | 交差する場所 | 交差する場所              |
| ------------------------------------------------------------------------------- | -------- | -------- | ------------ | ------------------------- |
| 国道166号 国道369号 重複                                                        | 松阪市   | 松阪市   | 大黒田町     | 大黒田西交差点 / 起点     |
| 三重県道700号小片野駅部田線                                                     | 松阪市   | 松阪市   | 駅部田町     | 駅部田町西交差点          |
| 三重県道147号松阪嬉野線                                                         | 松阪市   | 松阪市   | 駅部田町     | 久保町交差点              |
| 国道42号 / 松阪多気バイパス 重複区間起点 三重県道59号松阪第2環状線 重複区間起点 | 松阪市   | 松阪市   | 八太町       | 八太町北交差点            |
| 三重県道59号松阪第2環状線 重複区間終点                                          | 松阪市   | 松阪市   | 八太町       | 八太町交差点              |
| 国道42号 / 松阪多気バイパス 重複区間終点                                        | 松阪市   | 松阪市   | 中万町       | 中万町北交差点            |
| 三重県道701号御麻生薗豊原線                                                     | 松阪市   | 松阪市   | 射和町       | 射和町交差点              |
| 三重県道421号勢和兄国松阪線                                                     | 多気郡   | 多気町   | 相可         | 相可駅入口交差点          |
| 国道42号                                                                        | 多気郡   | 多気町   | 仁田         | 多気町役場南交差点 / 終点 |

### 交差する鉄道
- 紀勢本線

### 沿線
- 駅部田郵便局
- 松阪厚生病院
- 松阪市立射和小学校
- 多気町松阪市学校組合立多気中学校
- JR東海紀勢本線 相可駅
- 多気町役場
  - 多気スポーツ公園
  - 松阪地区広域消防組合多気分署
- 三重県南勢水道事務所
- 多気クリスタルタウンショッピングセンター